# Soyouz TM-29
La mission Soyouz TM-29, baptisée PERSEUS, était un vaisseau spatial russe habité lancé depuis le cosmodrome de Baïkonour par une fusée Soyouz 11A511U. Il s'est amarré avec Mir le 22 février à 05:36 GMT avec à son bord les cosmonautes Afanasyev, Haigneré et Bella. Comme deux sièges avaient été vendus (à la Slovaquie et à la France), Afanasyev était le seul russe à bord. Ceci signifie que l'ingénieur russe Avdeyev (déjà à bord de Mir) a dû accepter une mission de double durée. Après le départ le 27 février de l'équipage EO-26, le commandant Padalka et le slovaque Bella restent à bord du Soyouz TM-28, le nouvel équipage EO-27 de Mir est composé de Afanasyev comme commandant, Avdeyev comme ingénieur et du spationaute français Haigneré.

## Équipage
Décollage :
- Viktor Afanasyev (3)
- Jean-Pierre Haigneré (2) (France)
- Ivan Bella (1) (Slovaquie)

Atterrissage :
- Viktor Afanasyev (3)
- Sergei Avdeyev (3)
- Jean-Pierre Haigneré (2)

## Déroulement
La mission Soyouz TM-29 est la 38e expédition vers Mir. La fusée Soyouz a décollé le 20 février 1999 à 4 h 18 min 1 s UTC. Le vaisseau s'est amarré à Mir le 22 février à 5 h 36 GMT.
Le 16 avril, Jean-Pierre Haigneré et Vitor Afanassiev ont effectué une sortie extravéhiculaire d'une durée de 6 h 19 min. Lors de celle-ci, les cosmonautes sont sortis par le module Kvant-2 lancé l'expérience Germetisator, puis ils fermé et récupéré l'expérience Comet. Ensuite l’expérience russe Migmas a été déplacée sur l'ancien emplacement de Comet tandis que l'expérience française Exobiologie était installée sur l'emplacement libéré. Enfin Jean-Pierre Haigneré  a rejoint le module Kvant-1 pour récupérer l'expérience russe Indikator.
Le vaisseau Soyouz TM-29 atterrit le 28 août 1999 à 0 h 34 min 20 s UTC dans le steppe kazakhe.